# Station Arcachon
Station Arcachon is een spoorwegstation in de Franse gemeente Arcachon. Het wordt bediend door treinen van het TER netwerk van de regio Nouvelle-Aquitaine die rijden op het traject Bordeaux-Saint-Jean - Arcachon. Incidenteel stoppen er TGVs (dienst Paris Montparnasse - Arcachon).
Station Arcachon is het eindpunt van een spoorlijn die in 1841 door een voorloper van de Compagnie des Chemins de fer du Midi werd aangelegd tussen Bordeaux en La Teste en die in 1857 is verlengd tot Arcachon.
Mede dankzij de spoorlijn heeft Arcachon zich eind 19e eeuw snel ontwikkeld van een dorp met 4 huizen tot een belangrijke badplaats. Het huidige stationsgebouw, opgeleverd in 1864, maakte deel uit van een plan dat voorzag in woningen en allerlei voorzieningen voor badgasten in de zomer en zieken in de winter, en dat gefinancierd werd door de gebroeders Pereire. Al in 1864 ontving station Arcachon zo'n 200.000 reizigers. In 2016 waren dat er bijna 800.000.